# Endasys tricoloratus
Endasys tricoloratus är en stekelart som beskrevs av Luhman 1990. Endasys tricoloratus ingår i släktet Endasys och familjen brokparasitsteklar. Inga underarter finns listade i Catalogue of Life.